# 丰乐镇 (肥西县)
丰乐镇，是中华人民共和国安徽省合肥市肥西县下辖的一个乡镇级行政单位。

## 行政区划
丰乐镇下辖以下地区：
丰乐社区、新仓社区、方桥村、安淮村、铁拂村、曹祠村、双枣村、民主村、大圩村、程店村、三里村、河湾村、蒋岗村、新华村、新丰村、肖家桥村、桥东村、赵桥村、安河村、路塘村、桥西村、桥中村和从姚村。